# Acacia edulis
Acacia edulis é uma espécie de leguminosa do gênero Acacia, pertencente à família Fabaceae.